# Heist-op-den-Berg
Heist-op-den-Berg é um município da Bélgica localizado no distrito de Mechelen, província de Antuérpia, região da Flandres.